# Puñetazo
Un puñetazo es un golpe que se inflige a otra persona con el puño (mano), con la intención de defensa o ataque. Se utiliza en la mayoría de las artes marciales y deportes de combate. En el caso de los deportes de combate, se pueden utilizar vendas para las manos u otros acolchados, como guantes (sobre todo en los casos del boxeo o las MMA) para proteger a los atletas y practicantes de lesionarse.
La técnica de puñetazo ordinario se ejecuta cerrando el puño y golpeando con el mismo, alineado horizontalmente con el brazo, siendo el elemento de aplicación de toda la fuerza ejercida el brazo. Hay otra variante de puñetazo en la que el puño se coloca vertical (con la palma de la mano mirando hacia un lateral en vez de hacia abajo) y mirando ligeramente hacia abajo en relación con el brazo, de forma que los dedos que golpeen sean únicamente el índice y el corazón. Es este último el puñetazo utilizado normalmente en jeet kune do y el recomendado para quien no haya tenido un entrenamiento apropiado (ya que de esta forma es mucho más difícil romperse la muñeca en caso de hacerlo mal).
Se emplea el puñetazo, con diferentes nombres y distintas técnicas variantes, en muchas artes marciales, así como sistemas de defensa y ataque personal sin armas, como en el Tai-Jitsu.

## Tipos de golpes
Esta no es una lista completa de todos los golpes y es posible que sea necesario actualizarla, debido a la gran diversidad de escuelas de práctica cuyas técnicas, que emplean trabajo de brazos, hombros, cadera y piernas, pueden diferir invariablemente.
| Nombre                | Descripción |
| --------------------- | --- |
| Golpe de Puño Inverso | Un puño hacia atrás se realiza formando un puño y golpeando con la parte posterior del puño. Se realiza un puño giratorio hacia atrás cuando el atacante gira 360 grados antes de lanzar el puñetazo, añadiendo impulso adicional al ataque. El luchador se lanzará y comenzará a girar hacia el lado del oponente con el que atacará. Términos más simples, ve hacia la izquierda, gira hacia la izquierda y conecta con el puño izquierdo y viceversa.                                           |
| Golpe de Lanzamiento  | Este es un golpe utilizado en Sambo y MMA que comienza con un movimiento hacia adelante de los hombros, lo que provoca que el brazo doblado se lance hacia adelante hacia el oponente. Este golpe a menudo puede llevar al oponente a quedar atrapado en un abrazo si se pierde a corta distancia. Se le conoce como "gancho ruso" en Japón. |
| Puño en Cadena        | Un ataque de puñetazos asociado principalmente con Wing Chun, donde se lanzan rápidamente golpes desde corta distancia. |
| Cross o Recto         | Un golpe directo y recto similar al jab, pero ejecutado con la mano trasera. La potencia se genera mediante la rotación de las caderas. |
| Gancho                | Un golpe que implica el giro del cuerpo para apuntar hacia el lado de la cabeza o el cuerpo. Este golpe debe aterrizar utilizando los nudillos y no desde un puño plano. El gancho generalmente se ejecuta con la palma hacia abajo o hacia adentro. |
| Jab                   | El jab es un golpe recto entregado (generalmente desde una distancia) con el brazo por encima del pie delantero... El golpe es rápido y explosivo. Este golpe debe impactar desde las puntas de los nudillos y no desde un puño plano. Se utiliza generalmente para distraer, mantener la distancia, preparar y defenderse. |
| Golpe de Estocada     | Un golpe preparado en el que se da un paso adelante y se realiza un puñetazo desde el mismo lado que la pierna que avanza. Aunque no es particularmente común en combates de entrenamiento, es frecuente en las formas de Karate y Taekwondo, donde se conoce como Oi-Tsuki (追い突き) y Bandae Jireugi (반대 지르기), respectivamente. |
| Overhand (Volado)     | Un golpe semicircular y vertical lanzado con la mano trasera. Suele emplearse cuando el oponente se mueve hacia arriba o hacia los lados. La utilidad estratégica de este movimiento, que depende del peso del cuerpo, puede generar una gran cantidad de potencia. Este golpe debe aterrizar desde las puntas mismas de los nudillos y no desde un puño plano. |
| Superman punch        | Un golpe de Superman o golpe en picado es una técnica utilizada en Muay Thai, Taekwon-Do estilo ITF, karate de contacto completo y en las artes marciales mixtas. El atacante se lanzará hacia el oponente impulsándose con el pie trasero y golpeando con el brazo opuesto a la pierna utilizada para impulsarse, aunque puede haber variaciones en el nombre y la técnica, dependiendo del estilo de lucha. La postura debería parecerse a la de Superman volando por el aire, de ahí el nombre. |
| Uppercut              | utilizado en el boxeo que comienza desde abajo y viaja hacia arriba verticalmente apuntando a la barbilla o la parte superior del abdomen del oponente (el llamado " plexo solar "). |
| Puño Invertido        | Similar a un puñetazo de estocada, pero se golpea con la mano opuesta a la pierna que da el paso. Conocido en Karate y Taekwondo como Gyaku-Tsuki (逆突き) y Baro Jireugi (바로 지르기) respectivamente. |

## Estilos

### Boxeo
En el boxeo, los golpes se clasifican según el movimiento y dirección del golpe; El contacto siempre se realiza con los nudillos. Hay cuatro golpes principales en el boxeo: el jab , cross , el gancho y el uppercut .

### Karate

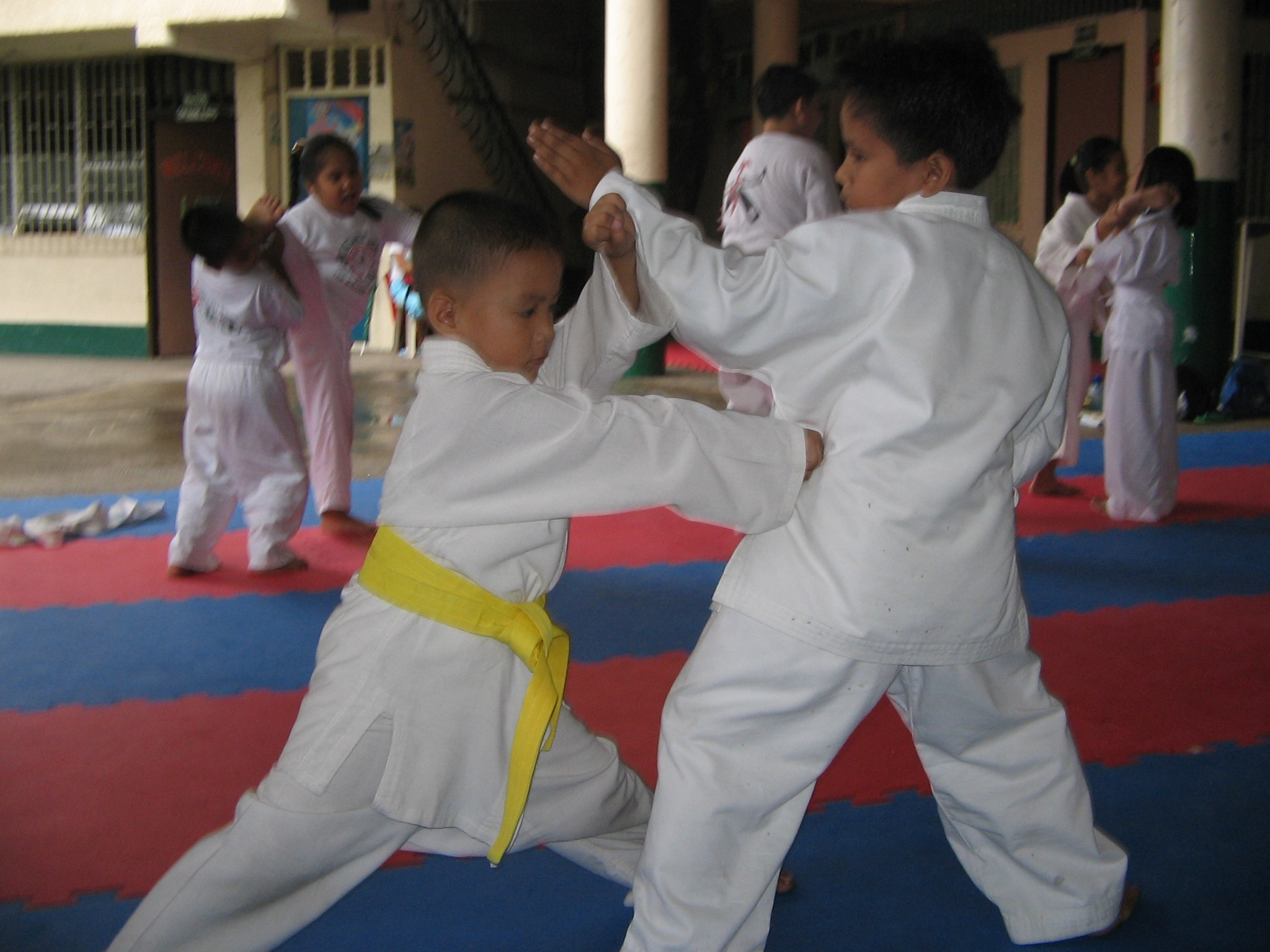
Un karateka realizando un "golpe inverso" o gyaku zuki realizado por dos niños pequeños.

Las técnicas de puñetazo en kárate se denominan tsuki o zuki . El contacto se realiza con los dos primeros nudillos ( seiken ). Si se utiliza cualquier otra parte de la mano para golpear, como el dorso del puño ( uraken ) o la parte inferior del puño ( tetsui ), entonces el golpe se clasifica como un golpe (uchi).
Los golpes de kárate incluyen el puñetazo oi-zuki , realizado con la mano adelantada, el puñetazo directo choku-zuki , el puñetazo inverso gyaku-zuki , realizado con la mano opuesta (principal), y muchas otras variaciones.

## Galería

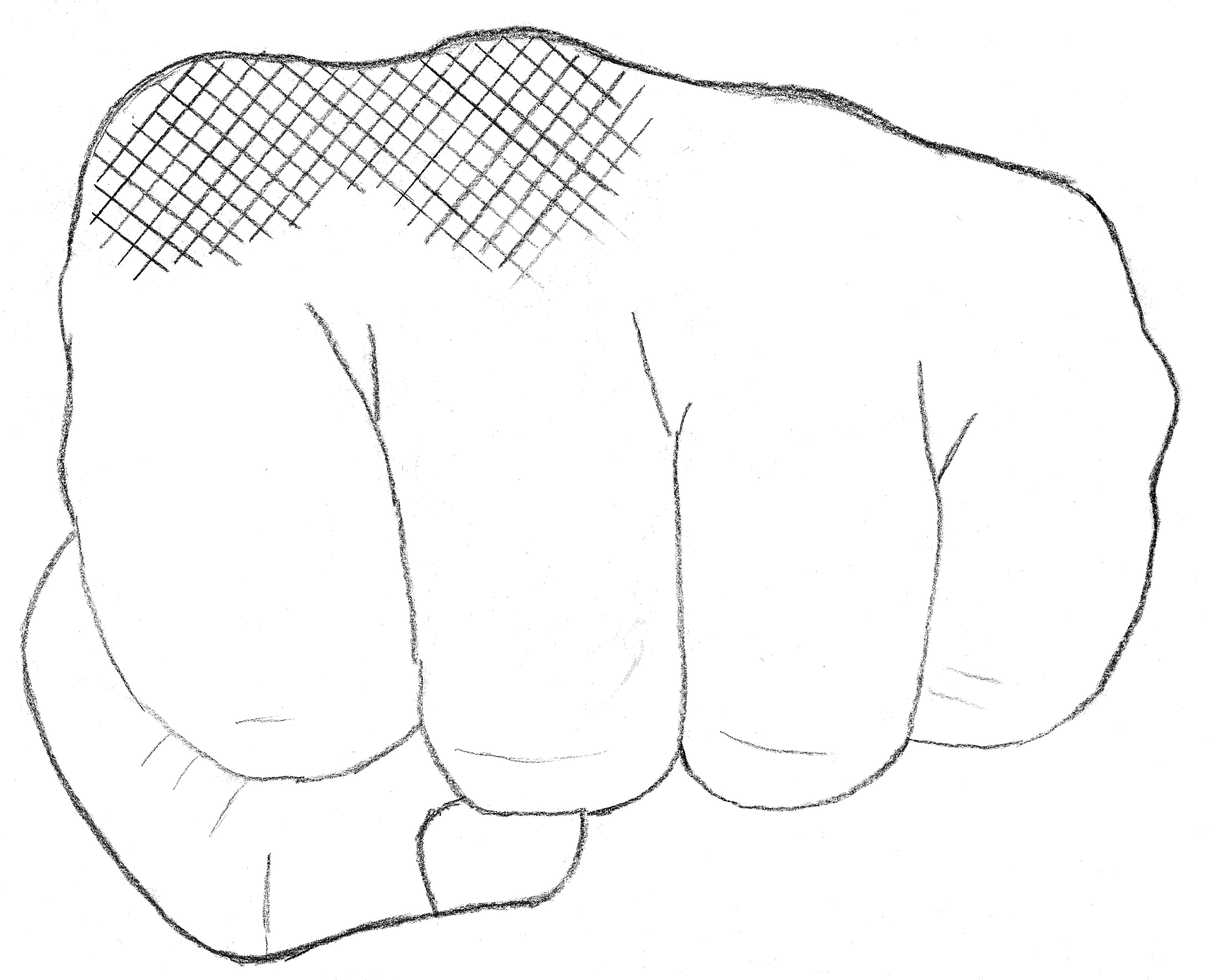
Seiken
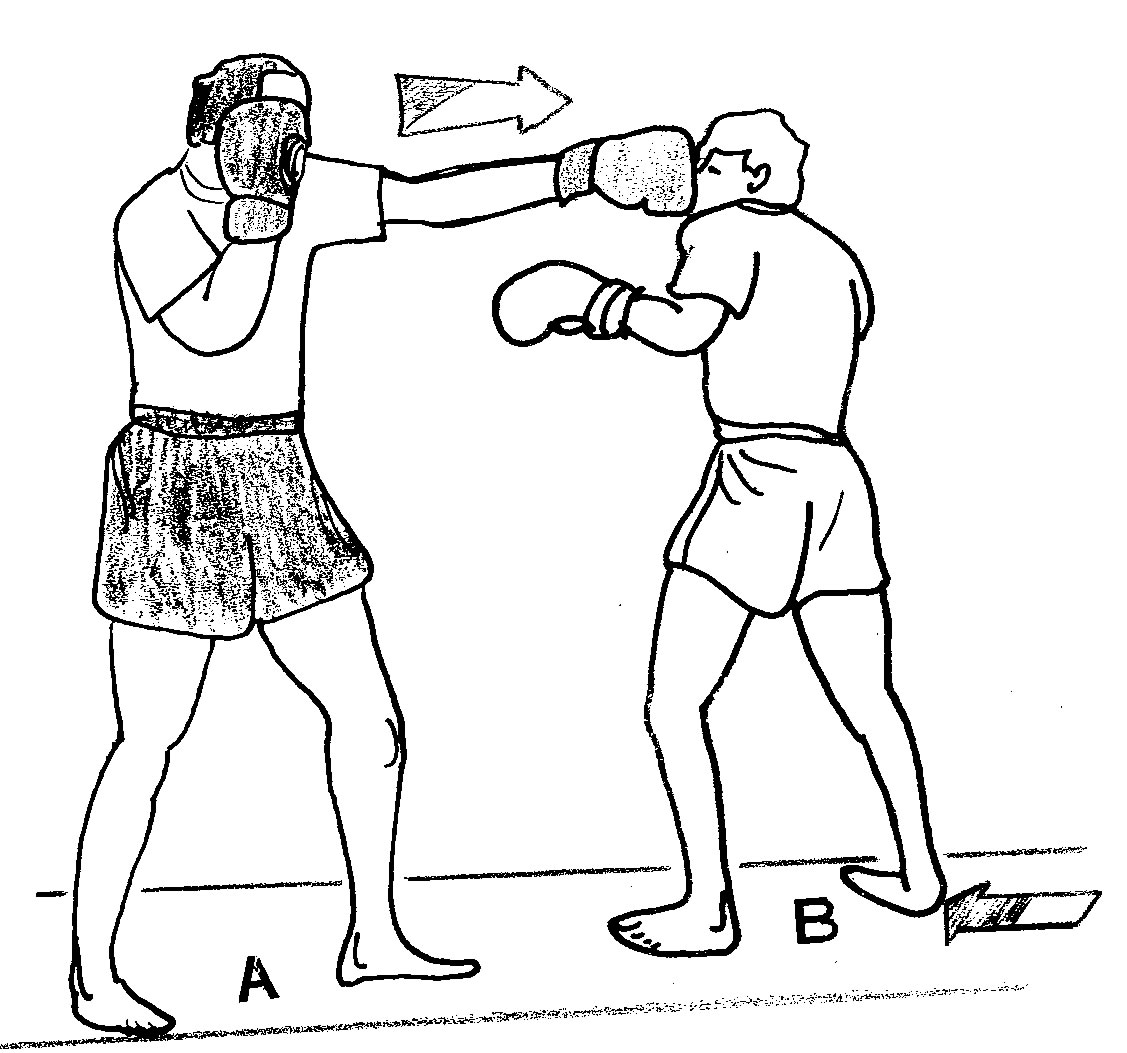
Demostración de un Jab.
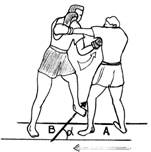
Demostración de un Uppercut.
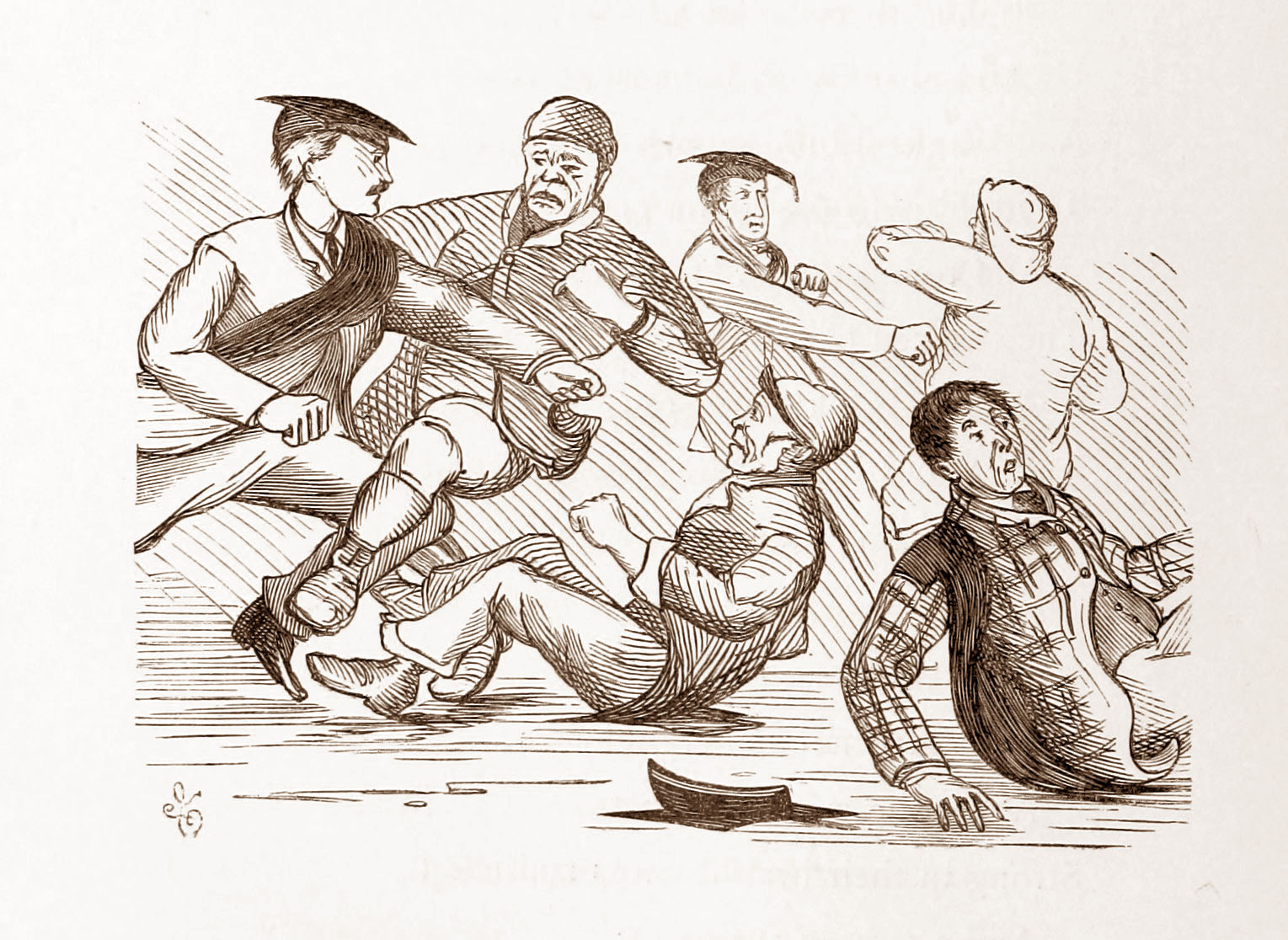
Un altercado es una pelea a gran escala a puñetazos.